# Charles Coburn
Charles Douville Coburn, född 19 juni 1877 i Macon i Georgia, död 30 augusti 1961 i New York i delstaten New York, var en amerikansk skådespelare. 
Vid 17 års ålder blev Coburn chef för den teater i Savannah, där han börjat arbeta tre år tidigare med att dela ut program. Senare började han själv som skådespelare och gjorde Broadwaydebut 1901. År 1906 grundade han The Coburn Shakespeare Players tillsammans med sin fru. Han vägrade medverka i film fram till mitten av 1930-talet men gjorde sedan åtskilliga filmroller, ofta som förhärdad affärsman eller politiker med ett hjärta av guld. 
Coburn belönades med en Oscar vid Oscarsgalan 1944 för bästa manliga biroll i Ungkarlsfällan.

## Filmografi
- 1938 – Hans hemliga fru
- 1938 – Of Human Hearts
- 1939 – Som skapta för varann
- 1939 – Ungkarlsmamman
- 1939 – Dårskapens marknad
- 1939 – Triumf
- 1939 – Hjärter är trumf
- 1939 – Stanley och Livingstone
- 1940 – Edison, uppfinnaren
- 1940 – Två glada sjömän går i land
- 1940 – Three Faces West
- 1941 – Kvinnan Eva
- 1941 – Hemliga Higgins
- 1941 – En viss mr. Pulham
- 1942 – I detta vårt liv
- 1942 – Ringar på vattnet
- 1942 – George Washington Slept Here
- 1943 – Himlen kan vänta
- 1943 – Ungkarlsfällan
- 1943 – Gift dej med mej
- 1943 – Alla himlar öppna sig
- 1944 – Wilson
- 1944 – På kärlekens vingar
- 1944 – Blixt kär
- 1944 – Smekmånad på prov
- 1945 – Skandal vid hovet
- 1945 – Rhapsody in Blue
- 1945 – Kvinnan bakom allt
- 1946 – De gröna åren
- 1946 – Colonel Effingham's Raid
- 1947 – En kvinnas hemlighet
- 1947 – Lockfågeln
- 1948 – Åskmolnet och Juvelen
- 1949 – Mysteriet Williams
- 1949 – Bäste man på plan
- 1949 – Rena rama skandalen
- 1950 – Louisa
- 1950 – Mr. Music
- 1952 – Föryngringsprofessorn
- 1952 – Dollarflickan
- 1953 – Herrar föredrar blondiner
- 1953 – En chans på tusen
- 1954 – Död mans dom
- 1954 – The Rocket Man
- 1955 – Ursäkta, om vi stör
- 1956 – Uppdrag i London
- 1957 – Att mörda en rik onkel
- 1957 – Stad i skräck
- 1959 – Avslöjad
- 1959 – Äventyr på de sju haven
- 1959 – Pepe